# Invisibilité
« Invisible » redirige ici. Pour les autres significations, voir Invisible (homonymie).

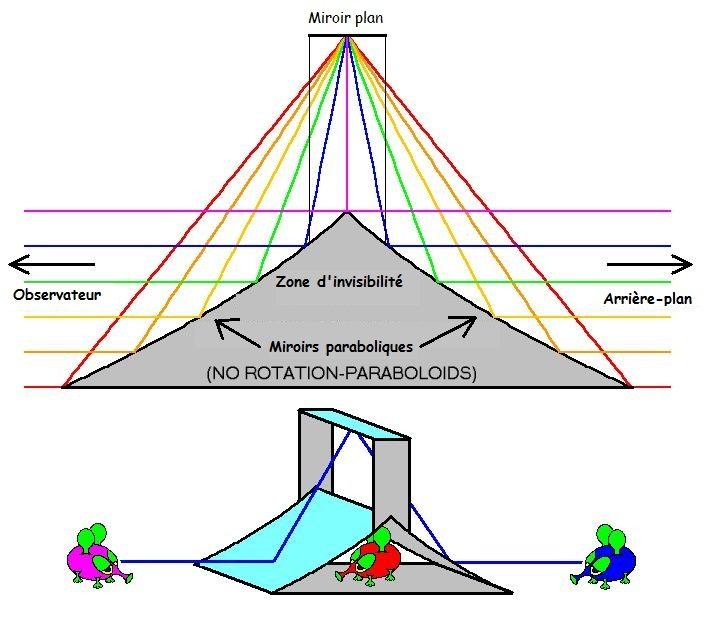
Dispositif optique créant une zone invisible dans deux directions spatiales.

L'invisibilité est l'état d'un objet ou d'un organisme vivant qui ne peut être vu, on dit alors qu'il est invisible.
Le terme est utilisé dans de nombreux films et romans de fantasy ou de science-fiction, où les objets sont rendus invisibles par les pouvoirs de la magie ou de la technologie. Cependant, on peut aussi voir ses effets dans le monde réel, dans certains domaines de la physique.

## Métamatériaux
Dans l'édition du 26 mai 2006 de la revue Science, des chercheurs britanniques et américains ont déclaré que théoriquement l'emploi de métamatériaux pouvait permettre de dévier les rayonnements électromagnétiques (dont la lumière fait partie) et leur faire reprendre une trajectoire « normale » après avoir passé ce dernier.
Avec les travaux de l'équipe de David Smith de l'université Duke en Caroline du Nord aux États-Unis d'Amérique, les métamatériaux se limitent à des longueurs d'onde de l'ordre du millimètre qui sont du domaine des micro-ondes. Mais quelques mois plus tard, la lumière visible est déviée dans le rouge à la suite des travaux d'une équipe germano-américaine.
En mars 2010, des scientifiques allemands du Deutsche Forschungsgemeinschaft (DFG) annoncent avoir réussi à occulter en trois dimensions dans le proche infrarouge un objet d'un micromètre. Jusque-là, l'occultation n'était efficace qu'en deux dimensions, ce qui faisait que lorsque l'observateur déplaçait son point de vue, l'objet réapparaissait.
Biomimétisme ; Inspiration dans le monde vivant :  Les céphalopodes sont dotés de moyens de se fondre dans leur environnement ; certains peuvent en quelques millisecondes modifier la couleur et aussi la texture de leur peau en imitant assez fidèlement la granularité de leur environnement grâce à une peau entièrement dotée d’une triple couche de leucophores (réfléchissant uniformément la lumière), d’iridophores (source de couleurs iridescentes par diffraction différentiée de la lumière) puis de chromatophores (qui, sous l'action du cerveau permettent à la peau de changer brusquement de couleur (y compris dans des longueurs d'onde que nous ne voyons pas mais que d'autres espèces marines perçoivent), en arborant des motifs colorés parfois très complexes). Les chromatophores sont également « contractiles », ce qui permet à la peau de l’animal de susciter de petites cornes et d’autres pustules mimétiques imitant des algues, du sable, du gravier, une roche ou une croûte d'organismes marins... La peau de certaines seiches peut même générer des motifs dynamiques très complexes trompant un ennemi ou imitant les taches lumineuses projetées par les vaguelettes de surface. 
Ceci fait de cet animal une source d'inspiration pour le biomimétisme et pour la robotique molle, qui pourrait « bientôt » peu à  peu intégrer une « cape d'invisibilité » avec une peau se colorant à la manière d’un écran LCD souple et modifiant sa forme, comme le montrent Pikul et al. en oct 2017 dans la revue Science : ils ont en effet obtenu des textures complexes au relief modifiable sur une « peau » artificielle à base de silicone. En 2017, les possibilités de transformation bi- ou tri-dimensionnelles programmables de surfaces élastiques et colorées sont encore très rudimentaires, mais, par exemple associées à un réseau de neurones artificiels, elles laissent entrevoir un nouveau champ du possible. Dans ce cas ce sont des membranes élastomères enrobées de mailles textiles inextensibles et peuvent être plus ou moins « gonflées » pour prendre des formes pré-programmées,.

## Structures et dispositifs invisibles (sans métamatériaux ou autres camouflages)
En 2020, un nouveau phénomène physique lié à la résonance électronique de matériaux traités par laser a été découvert. À l’aide de ce phénomène, des chercheurs de l’Université Laval, Canada, ont fabriqué des circuits photoniques invisibles. Ils ont découvert que la structure d'un matériau peut être modifiée de façon à être utilisable pour des fréquences faisant fonctionner des dispositifs photoniques et des capteurs, par exemple, tandis que la modification structurelle devient invisible pour les fréquences perçues par l'œil.

## L'invisibilité dans l'art
Le peintre Salvatore Garau, en opposition à l'art NFT et à son impact environnemental, a développé le concept de "pensée des Absences". Cette approche vise à rétablir l'importance des valeurs de proximité sociale, d'intégration et de créativité, aujourd'hui souvent saturées par le numérique. Salvatore Garau affirme que l'art nécessite des espaces de vide, de vie privée et de réflexion pour pouvoir renaître authentiquement. En 2021, naissent une série d'œuvres invisibles de Salvatore Garau, qui suscitent un intérêt mondial et offrent des réflexions profondes sur l'histoire de l'art.
Salvatore Garau a transformé sa propre signature en œuvre d'art, mettant aux enchères une feuille A4 signée de sa main. Lors d'une enchère de Art-Rite à Milan en 2021, Davanti a te (2021) de Salvatore Garau, une feuille de papier signée, a été vendue pour 27 120 euros, plus les frais d'enchères . 

## Science-fiction et fantastique
De par son caractère fantastique et spectaculaire, l'invisibilité est souvent utilisée dans les fictions et ce quel que soit le support (littérature, films, etc.).
Platon parle déjà d'un anneau d'invisibilité : l'Anneau de Gygès (deuxième livre de La République). Cette idée sera reprise par Zacharie de Lisieux dans son ouvrage Gyges Gallus publié en 1658 en latin, puis traduit en français en 1663. Ces ouvrages sont certainement les premiers à parler de l'invisibilité[réf. nécessaire].
Le naturaliste romain Pline l'Ancien, dans son Histoire naturelle (publiée vers 77), parle d'un minéral appelé héliotrope. Il y explique que, selon des mages impudents, mise avec la plante héliotrope et grâce à certaines incantations, elle rend invisible celui qui la porte. Cette idée est reprise par le romancier italien Boccace pour une des histoires de son Décaméron (écrit entre 1349 et 1353). Le naïf Calandrino (it) se fait ridiculiser par ses amis Bruno et Buffamalcco, qui lui font croire que l'héliotrope rend invisible.
Une des utilisations les plus marquantes dans la fiction moderne de l'invisibilité a été faite par l'auteur britannique H. G. Wells dans son livre L'Homme invisible, qui a servi d'inspiration et a été adapté dans diverses œuvres. Parmi les œuvres de fiction célèbres mettant en scène des personnages doués d'invisibilité, on peut également citer Le Secret de Wilhelm Storitz de Jules Verne, roman dans lequel Wilhelm Storitz utilise une potion d'invisibilité concoctée par son père pour assouvir sa vengeance envers la famille de la jeune fille qu'il souhaitait épouser, l'Anneau unique forgé par Sauron qui rend son porteur invisible, et dont la découverte et la destruction constituent le fil conducteur du Hobbit et du Seigneur des anneaux de J. R. R. Tolkien, et la cape d'invisibilité, dans l'univers de Harry Potter de J.K. Rowling, une des Reliques de la Mort qui rend toutes personnes invisibles quand elle est portée.
La série télévisée Star Trek met en scène le concept d’invisibilité par déviation des ondes pour la technologie dite du « bouclier occulteur » utilisé très fréquemment dans la série.

## Jeux vidéo
L'invisibilité est également un thème récurrent dans l'univers des jeux vidéo.
On peut citer notamment l'un des plus célèbres, "Crysis", ainsi que les opus suivants édités par la société allemande Crytek, dans lesquels le joueur possède une combinaison spéciale pouvant être utilisée de plusieurs façons, dont la plus impressionnante est le "mode camouflage".
Cette utilisation demande cependant beaucoup d'énergie et n'agit que pendant un temps assez limité.
Cette caractéristique laisse penser que, dans l'imaginaire du jeu, cette fameuse combinaison doit générer un puissant champ électro-magnétique pour pouvoir se "glisser" entre les rayonnements de la lumière ambiante.

## Religion
Le catholicisme traduit le concept d'invisibilité par la notion d'hypostase, c'est-à-dire l'objet eschatologique de l'espérance, celui des biens du monde à venir.
« La foi est l'hypostasis des biens que l'on espère, la preuve des réalités qu'on ne voit pas ». Pour les Pères et pour les théologiens du Moyen Âge, il était clair que la parole grecque hypostasis devait être traduite en latin par le terme substantia (Spe Salvi, 7).

## L'invisibilité sociale
Le couple notionnel visibilité/invisibilité peut aussi prendre un sens social. Il désigne alors la place que l'espace public et médiatique réserve aux différents groupes sociaux.